# Giovanni Biagio Amico

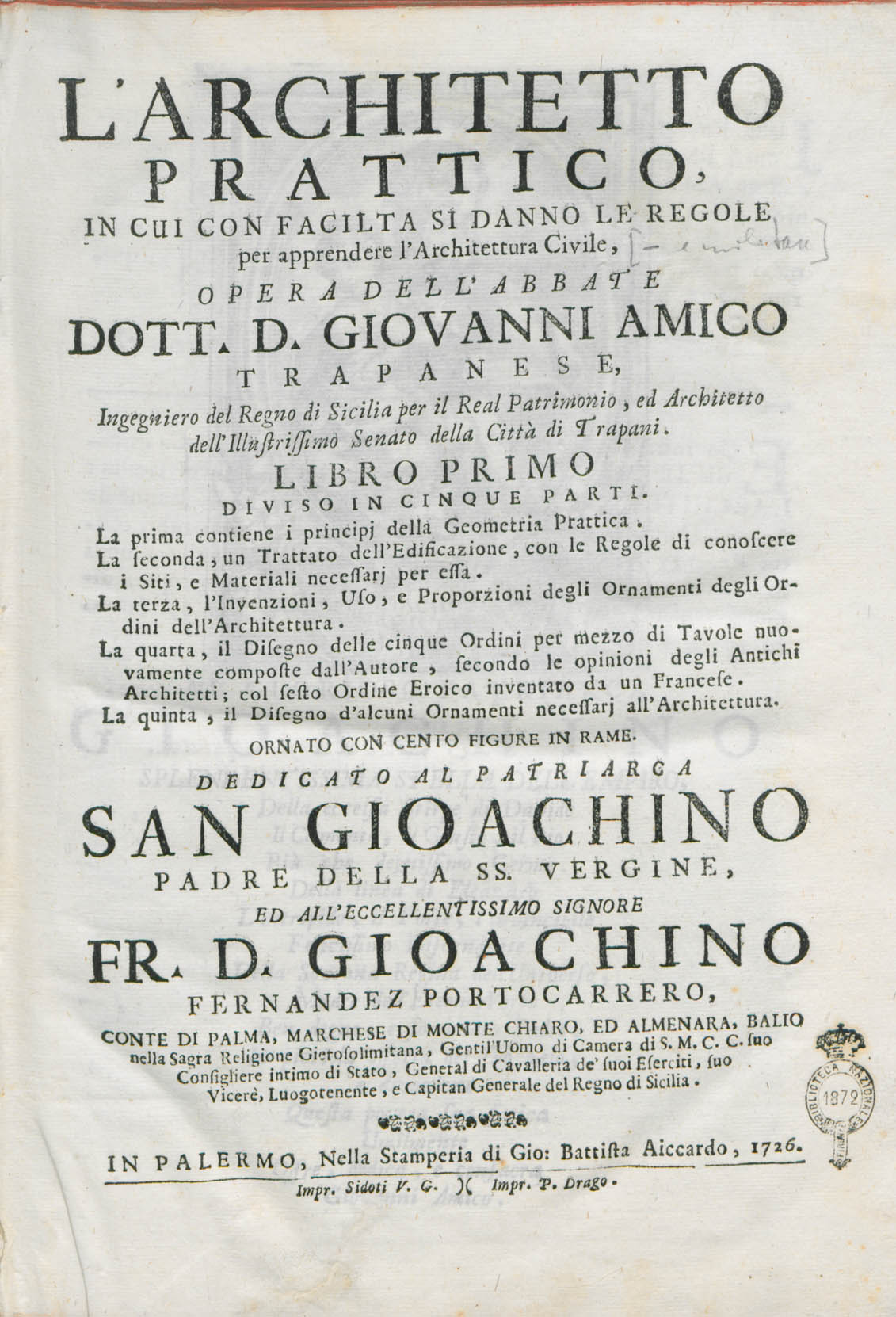
L'Architetto prattico, 1726

Giovanni Biagio Amico (Trapani, 3 febbraio 1684 – Trapani, 3 settembre 1754) è stato un architetto, teologo e presbitero italiano.

## Biografia
Presi gli ordini sacri fu parroco della chiesa di San Lorenzo (oggi Cattedrale). Continuò la carriera ecclesiastica fino a diventare vicario generale della diocesi di Trapani. Fu autore di un catechismo.
Da autodidatta studiò architettura, matematica e disegno tecnico, venendo nominato ingegnere del regno di Palermo. Ebbe come allievi Andrea Giganti, Giuseppe Venanzio Marvuglia e Nicolò Palma (nipote di Andrea Palma).
A lui è stata intitolata la biblioteca della diocesi di Trapani

## Opere

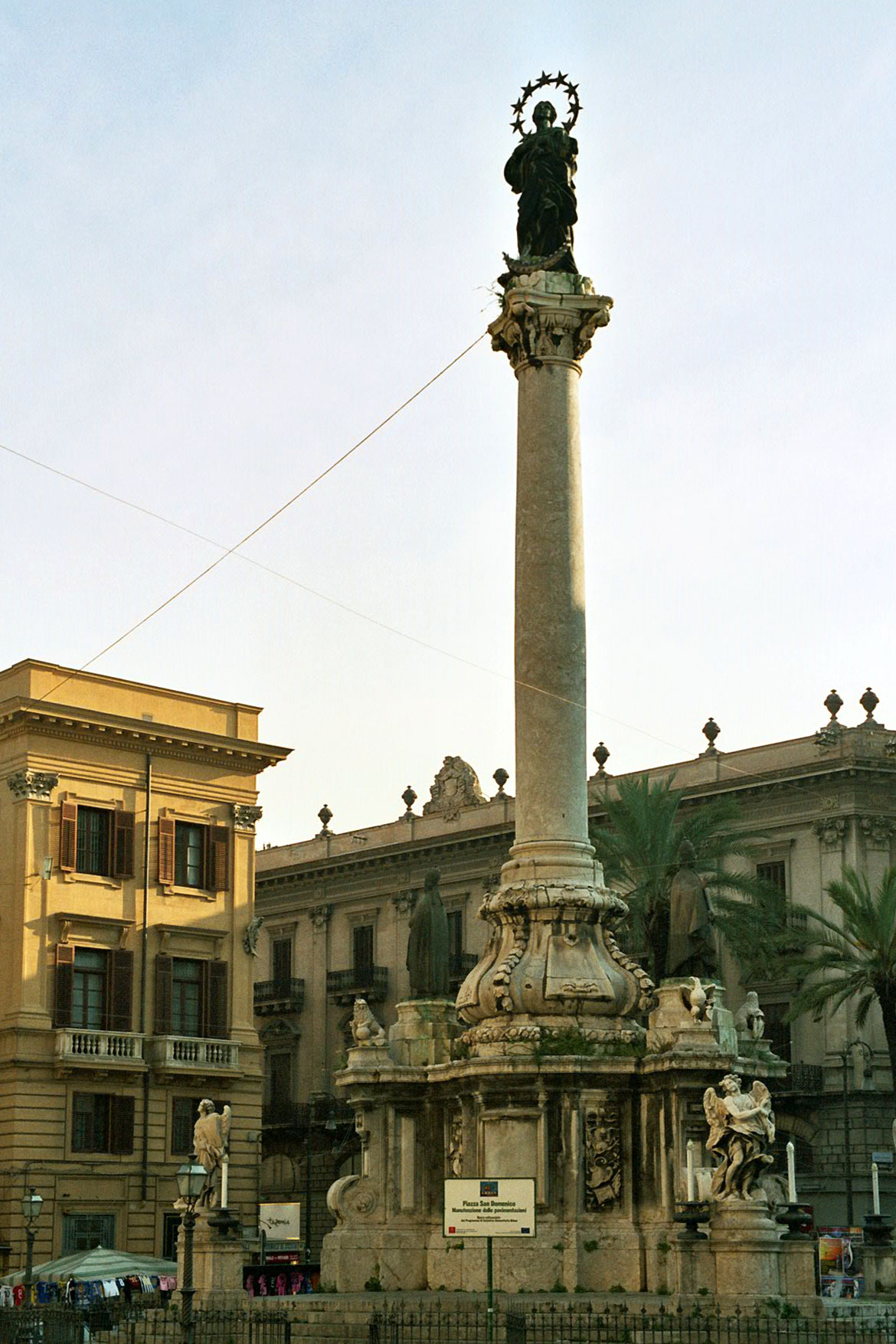
Colonna dell'Immacolata di Palermo.

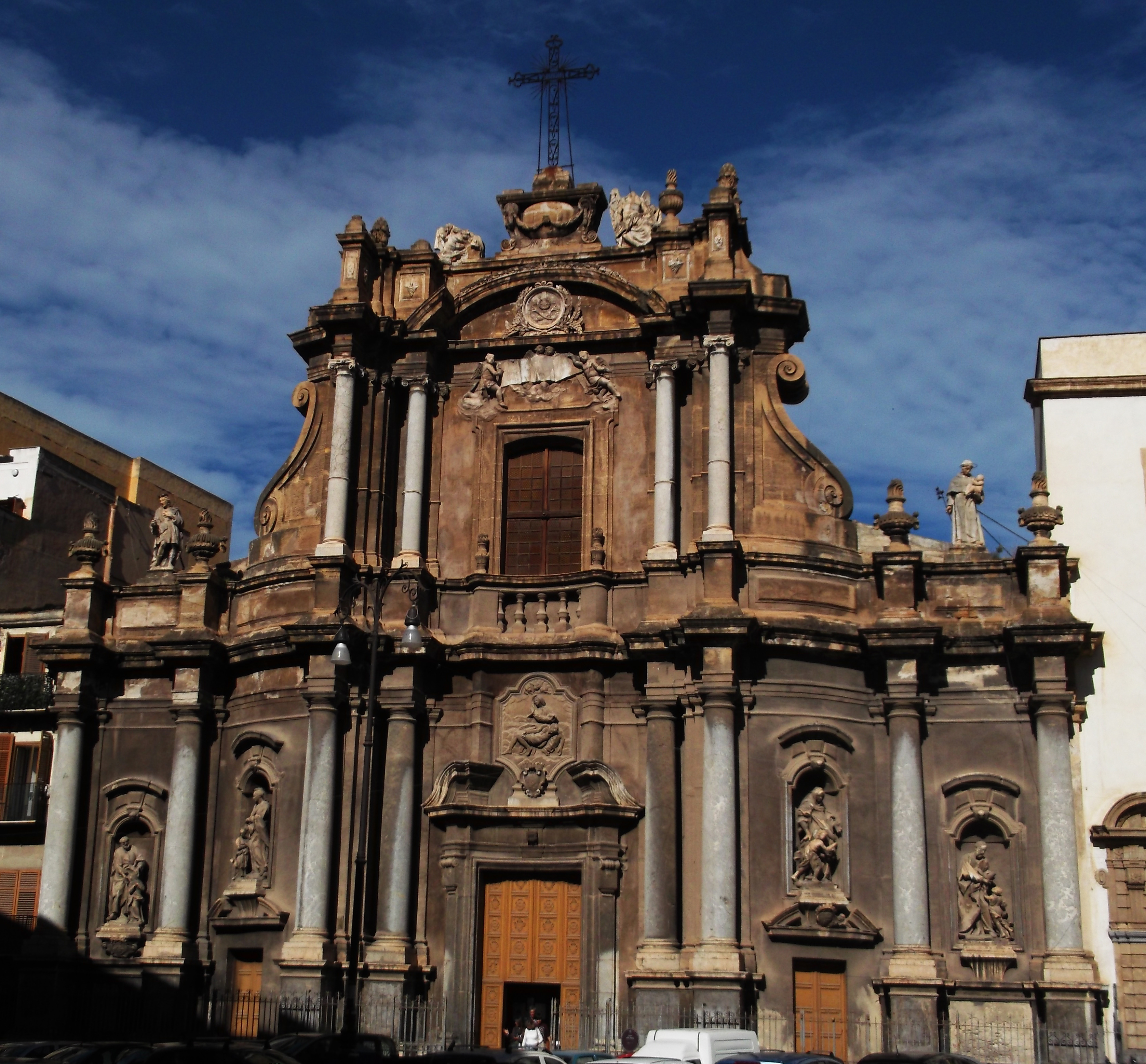
Chiesa di Sant'Anna la Misericordia di Palermo.

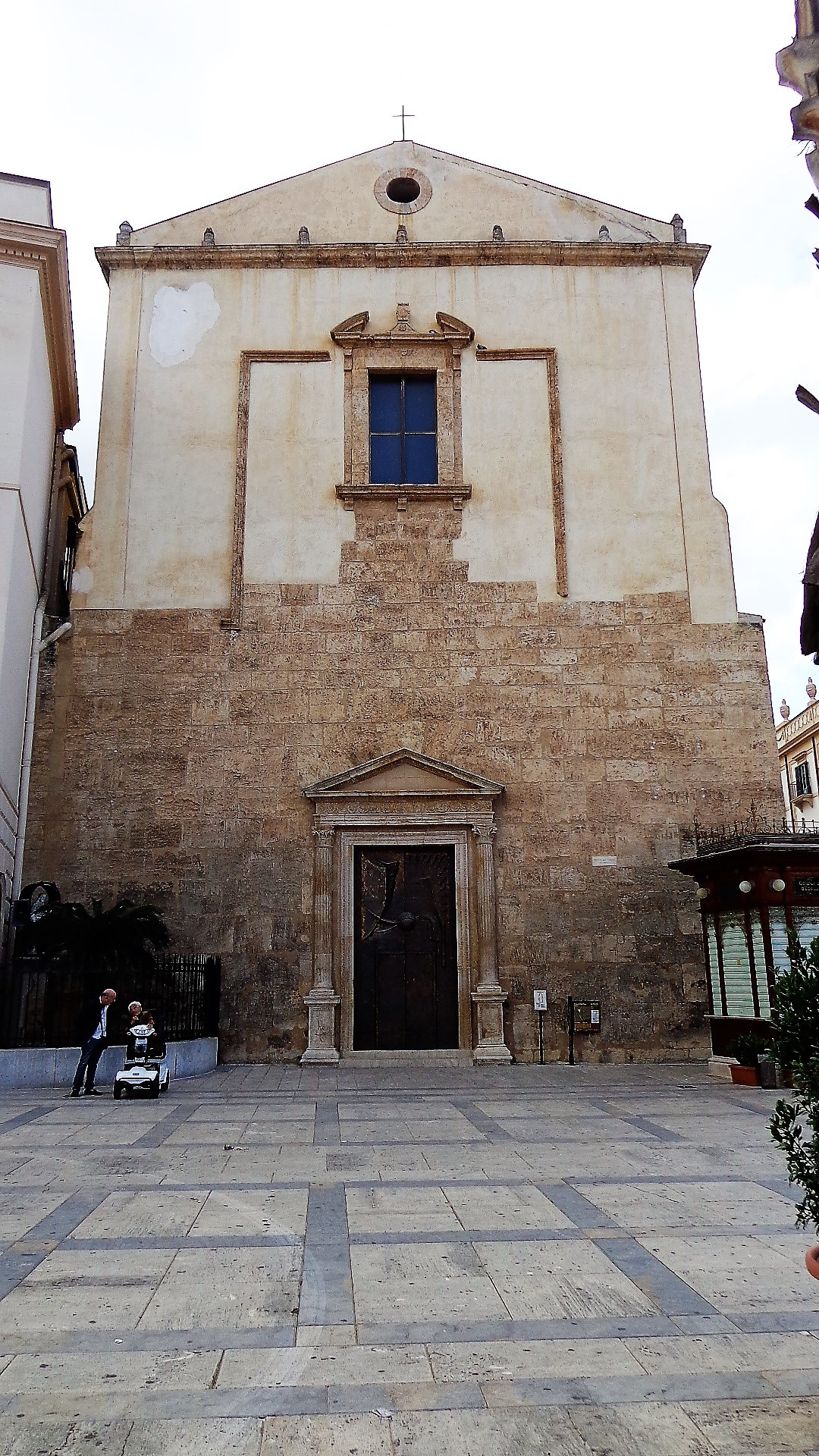
Chiesa di Santa Oliva di Alcamo.

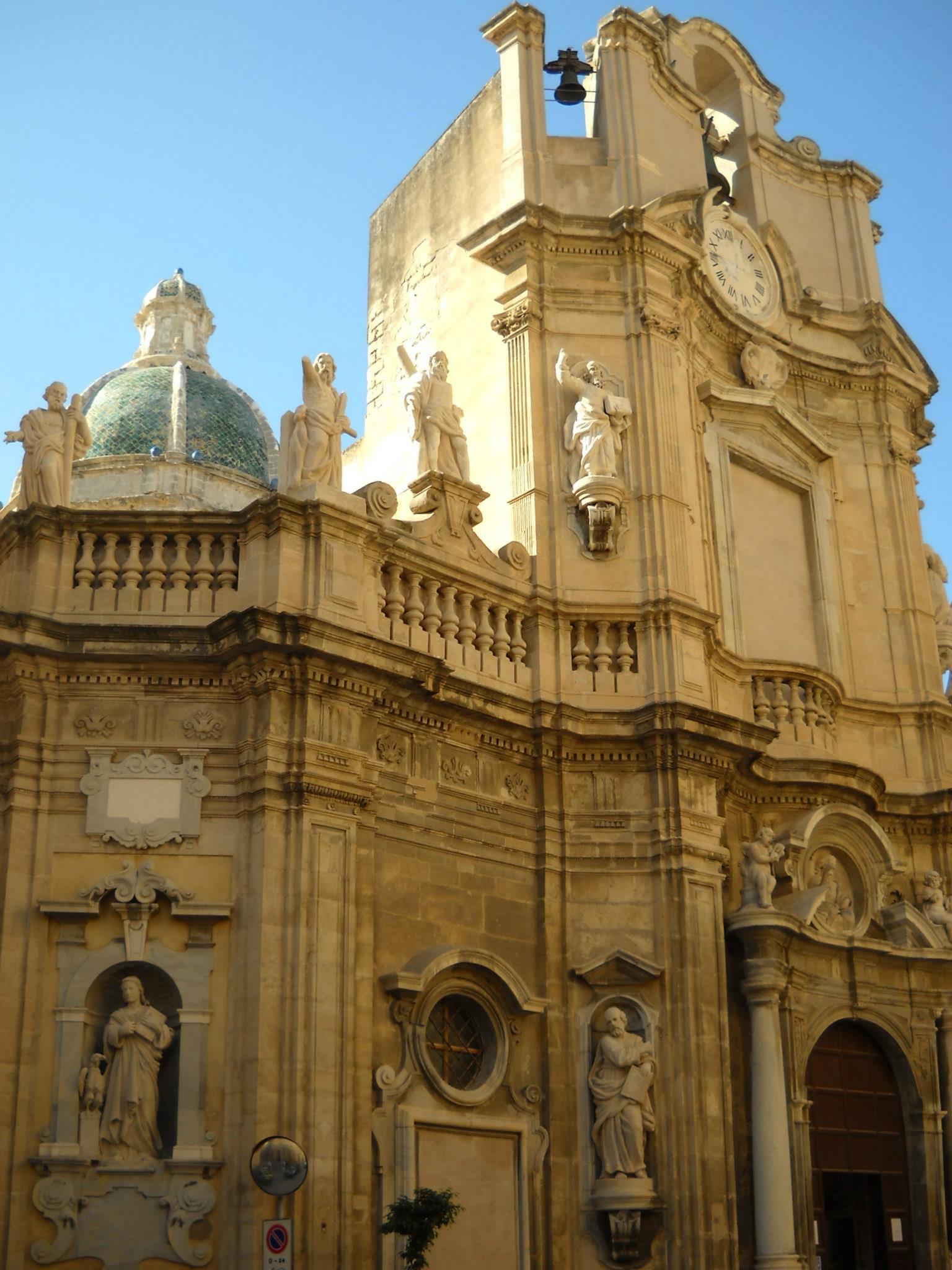
Chiesa delle Anime del Purgatorio di Trapani.

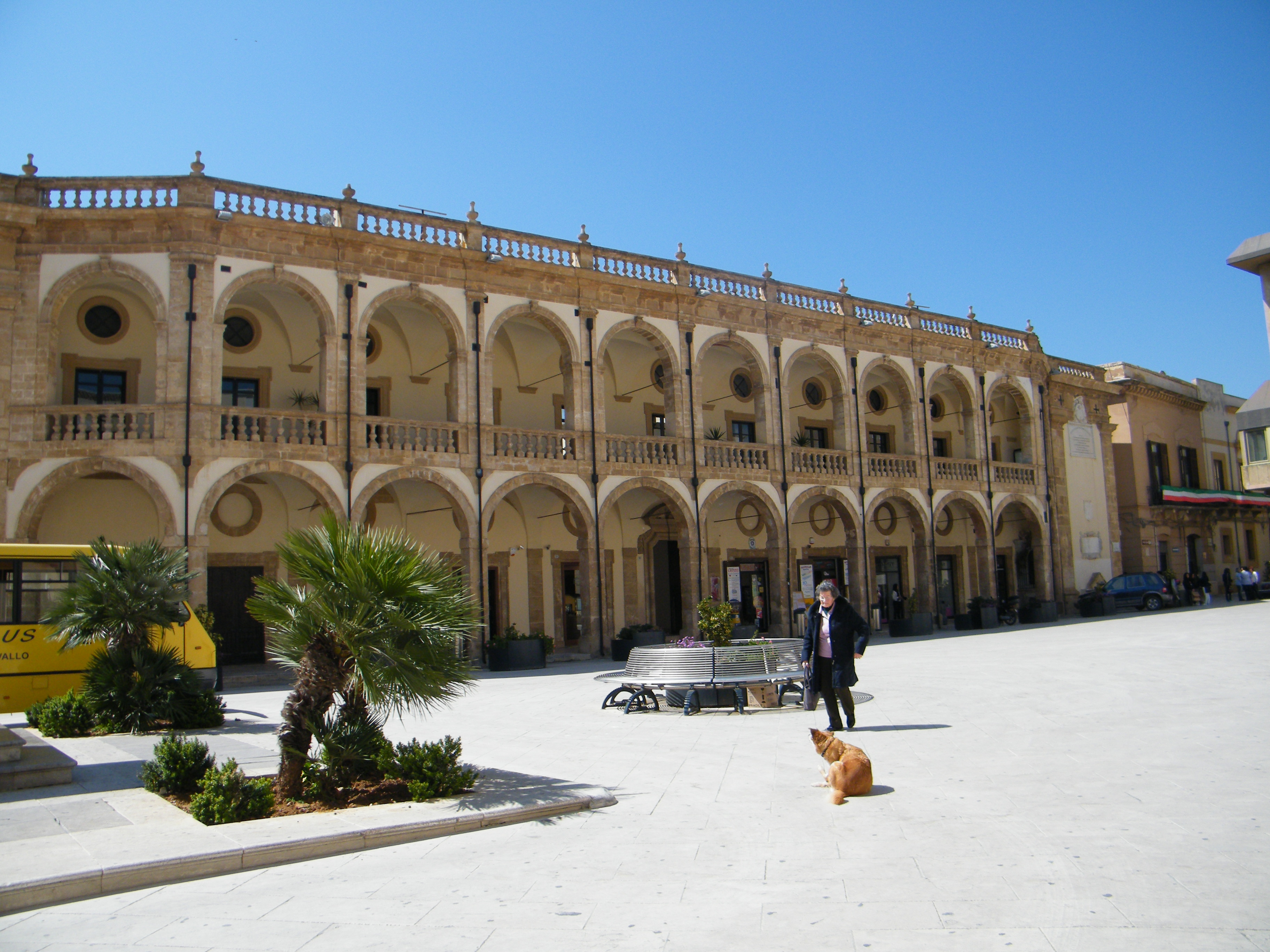
Palazzo del Seminario di Mazara del Vallo.

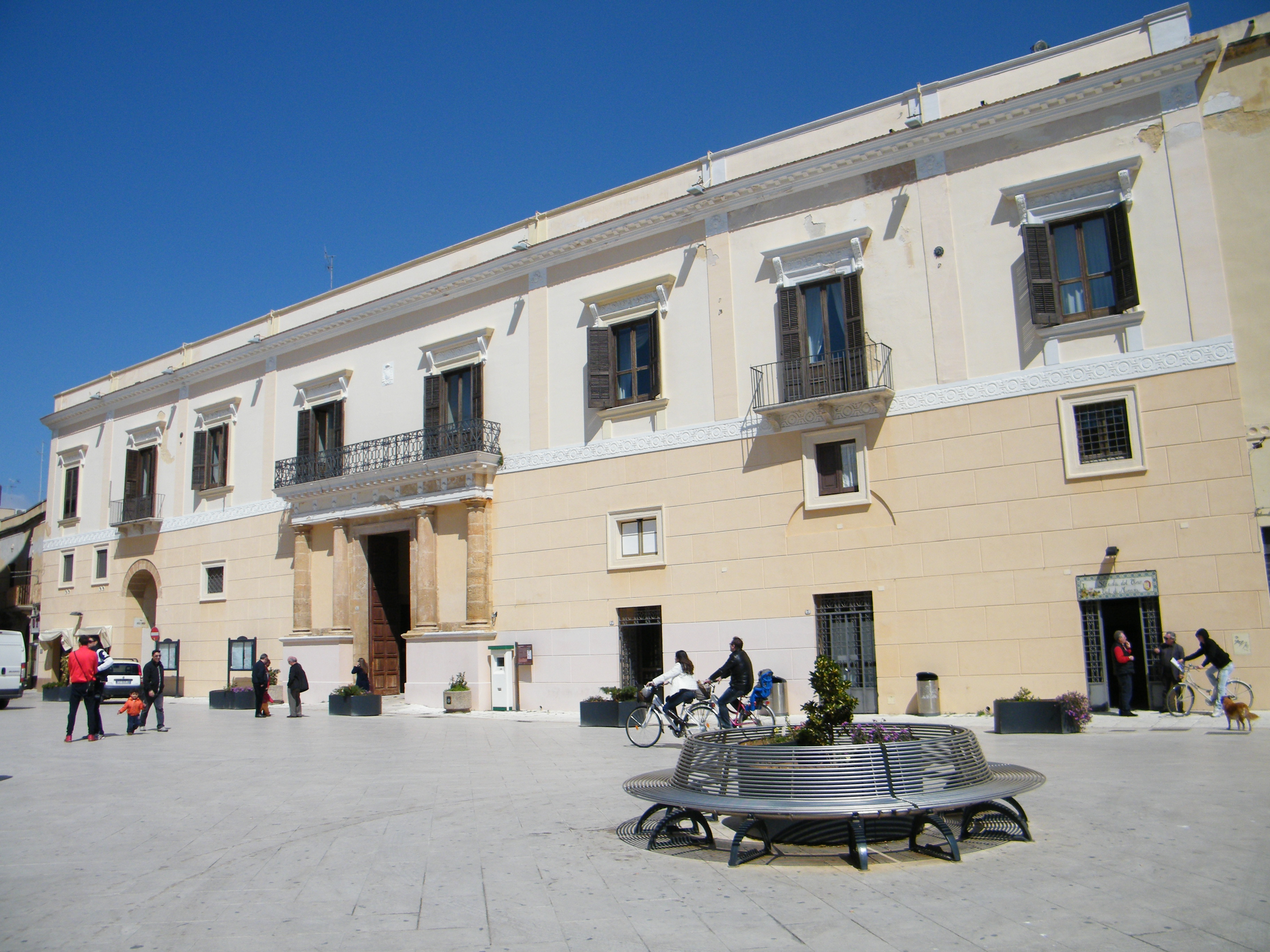
Palazzo Vescovile di Mazara del Vallo.

Elenco completo al 1750:

### Provincia di Agrigento
Convento dell'Ordine dei frati predicatori della chiesa di San Domenico di Agrigento
- 1732, Messa in opera di due colonne.
- 1747, Realizzazione dello scalone.

#### Licata
- 1748, Prospetto, attività di costruzione e perfezionamento del prospetto della chiesa del Carmine o dell'Annunziata.[2]
- 1750, Facciata della chiesa di San Francesco d'Assisi.

### Provincia di Caltanissetta
- XVIII secolo, Cappella di Sant'Ignazio di Loyola, architettura, opera presente nella chiesa di Sant'Agata al Collegio dei Gesuiti.[2]

### Provincia di Palermo
- 1726, Campanile della cattedrale metropolitana primaziale della Santa Vergine Maria Assunta di Palermo,[2] interventi non più esistenti per lavori e restauri posteriori. Definito brutto e borrominesco, fu sostituito tra il 1826 e il 1835 da quello neogotico di Emmanuele Palazzotto.
- 1729c., Sepolcro, monumento funebre di José Gasch, arcivescovo di Palermo, opera presente nella Cappella di Nostra Signora Libera Inferni della cattedrale metropolitana primaziale della Santa Vergine Maria Assunta.[2]
- XVIII secolo, Prospetto, attività per la realizzazione della facciata del convento di San Domenico.[2]
- 1735 - 1736, Colonna dell'Immacolata in piazza San Domenico a Palermo.[2]
- 1735 - 1736, Prospetto in stile barocco romano della chiesa di Sant'Anna la Misericordia di Palermo.[2] Il terzo ordine fu demolito dopo il terremoto di Pollina del 1823.
- XVIII secolo, Architettura, attività nel coronamento esterno, realizzazione ornati dell'altare maggiore e degli altari laterali, ornati in marmi del coro all'interno del tempio. Nel recinto monasteriale la libreria e la Fontana nel chiostro detto Cortile dei Marmi, opere svolte nella basilica abbaziale di San Martino delle Scale.[2]
- XVIII secolo, Architettura, attività di costruzione e perfezionamento del duomo di Santa Maria Maddalena di Borgetto.[2]
- XVIII secolo, Architettura, attività di costruzione e perfezionamento del Noviziato di Cinisi.[2]
- XVIII secolo, Architettura, attività di costruzione e perfezionamento della chiesa del monastero di Santa Caterina di Benedettine di Cefalù.[2]

### Provincia di Trapani
Alcamo 
- 1723, Chiesa di Santa Oliva, disegno. Il soffitto è perduto in parte a causa di un incendio avvenuto durante i restauri del 1980.[2]
- XVIII secolo, Affreschi e decorazioni del cappellone della basilica di Santa Maria Assunta.
- XVIII secolo, Badia Nuova.[2]
- XVIII secolo, Conservatorio degli Orfanelli .[2]
- XVIII secolo, Chiesa del santo Angelo Custode del Reclusorio delle donne Ritirate.[2]

 Calatafimi 
- XVIII secolo, Interno della chiesetta di Santa Caterina.[2]
- 1741, Chiesa del Santissimo Crocifisso, progetto.[2]

 Erice 

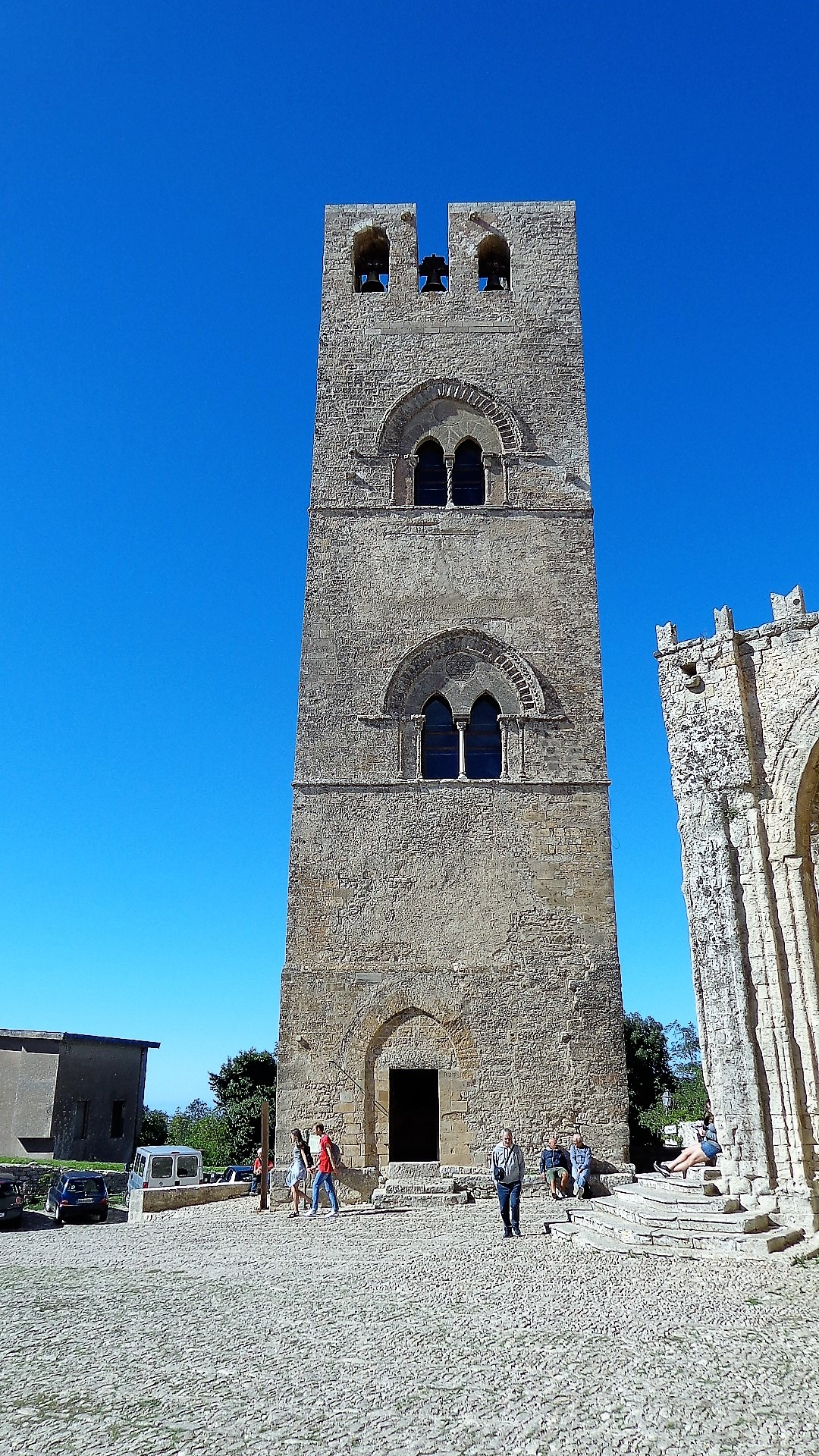
Chiesa madre di Erice: torre

- 1746, Opere di consolidamento nel campanile della Real Chiesa Madrice Insigne Collegiata di Maria Assunta.
- 1746, Chiesa di San Pietro.[2]

 Marsala 
- 1714, Chiesa di Maria Santissima della Grotta.[2]
- XVIII secolo, Ristrutturazione e portale della chiesa di San Francesco d'Assisi.[2]
- XVIII secolo, Volta del duomo di San Tommaso di Canterbury.[2]
- XVIII secolo, Chiesa di Sant'Andrea.[2]
- XVIII secolo, Campanile e chiesa del Carmine.[2]
- XVIII secolo, Custodia della chiesa del monastero di San Pietro.[2]
- XVIII secolo, Chiesa dell'Immacolata Concezione.[2]
- XVIII secolo, Ospedale.[2]

 Mazara del Vallo 
- 1710, Ampliamento e prospetto del Seminario dei Chierici,[2] piazza della Repubblica.
- 1731, Lapide sepolcrale del vescovo monsignore Bartolomeo Castelli, nella cattedrale del Santissimo Salvatore.
- 1742 - 1748, Progetto del Palazzo vescovile.[2]
- XVIII secolo, Interventi nella chiesa di San Nicola.[2]
- XVIII secolo, Facciata del Collegio dei Gesuiti.[2]
- XVIII secolo, Interventi nella chiesa di Maria Santissima Annunziata del Carmine.[2]
- XVIII secolo, Interventi nella Casa degli Esercizi Spirituali Sant'Ignazio di Loyola.[2]

 Paceco 
- 1730, Ampliamento e prospetto della chiesa madre del Santissimo Crocifisso.[2]

 Partanna 
- 1748, Attività per il contenimento e la regimentazione delle acque del fiume Belice.[2]

 Salemi 
- XVIII secolo, Casa Santa di Loreto e Oratorio della Congregazione Lauretana, attività di costruzione e perfezionamento del prospetto di istituzioni comprese nel complesso del Collegio dei Gesuiti.[2]
- XVIII secolo, Attività di costruzione e perfezionamento del prospetto della chiesa delle Anime del Purgatorio.[2]

 Valderice 
- XVIII secolo, Ampliamento e prospetto del Santuario di Maria Santissima della Misericordia.

 Vita 
- XVIII secolo, Progetto del duomo di San Vito, luogo di culto distrutto dal terremoto del Belice del 1968.[2]

#### Trapani

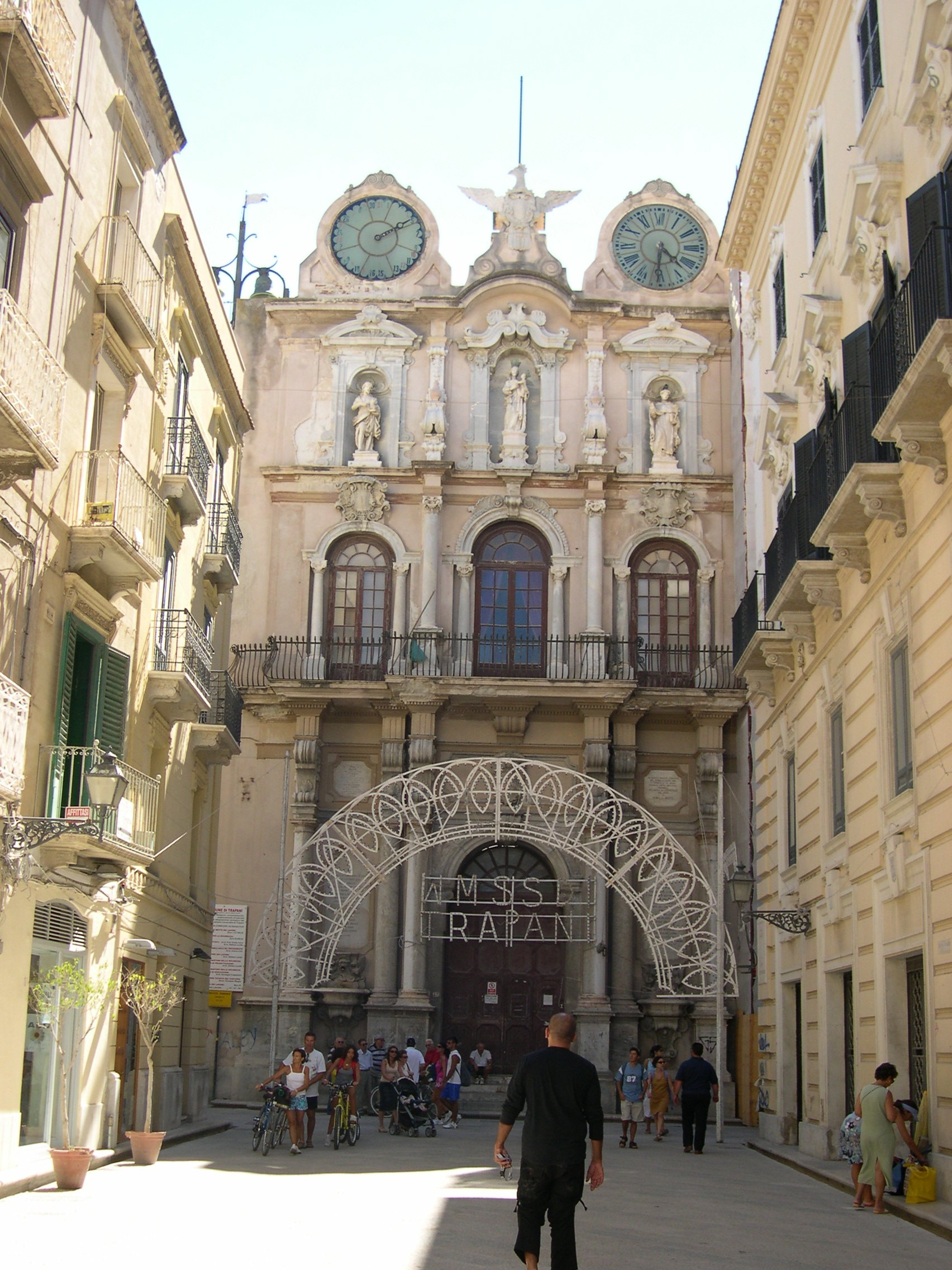
Palazzo Cavarretta o Senatorio di Trapani.

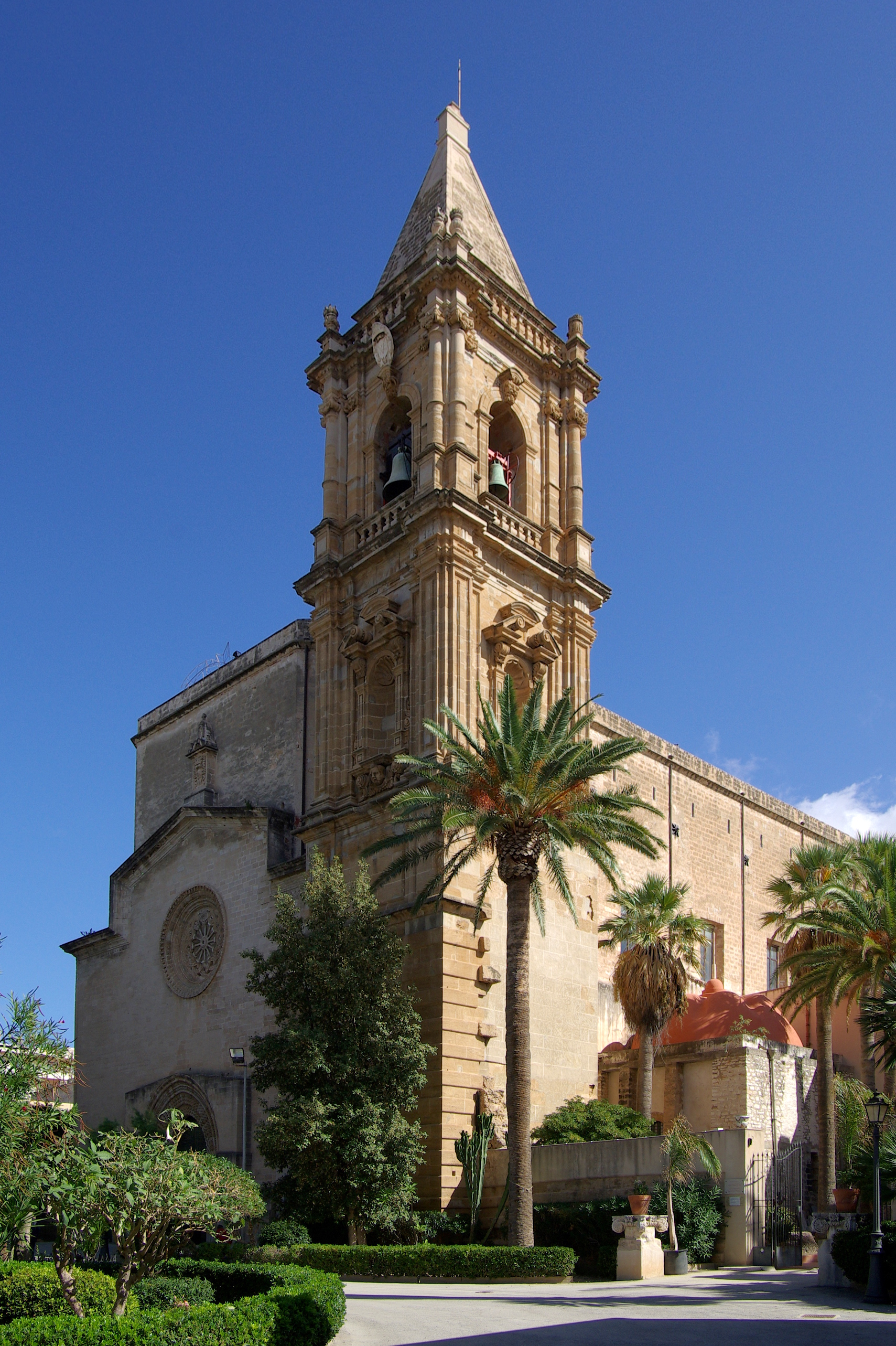
Basilica santuario di Maria Santissima Annunziata di Trapani.

Basilica santuario di Maria Santissima Annunziata 
- 1742, Inizio ricostruzione.[2][4]
- 1748, Lavori di riattamento.
- 1748c., Trasformazione del convento dell'Ordine della Beata Vergine del Monte Carmelo e realizzazione dello scalone.

 Chiesa della Badìa Nuova 
Chiesa della Badìa Nuova o chiesa di Maria Santissima del Soccorso:
- 1740, Cappella della Madonna del Soccorso.
- 1746, Arco maggiore e pilastri del cappellone.
- 1747, Rivestimento delle cappelle laterali.

 Chiesa delle Anime del Purgatorio 
- 1712, Prospetto e campanile.[2]
- 1754, Pilastri del cappellone.

 Chiesa di San Domenico 
- XVIII secolo, Oratorio della Compagnia del Santissimo Crocifisso (Ficarella) del convento dell'Ordine dei frati predicatori di San Domenico di Guzmán.[2]
- XVIII secolo, Costruzione della Cappella del Santissimo Crocifisso.[2]

 Altre opere 

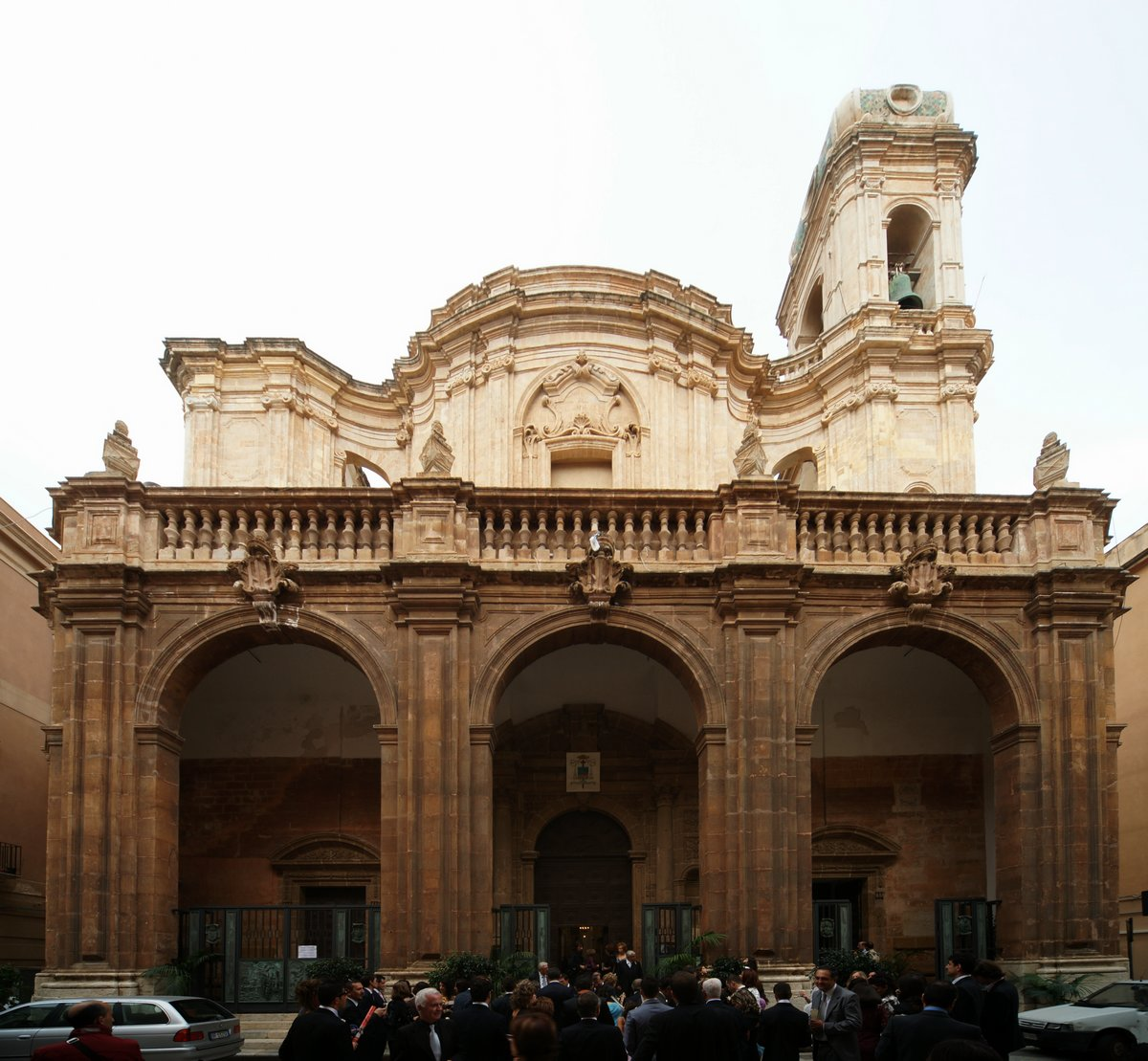
Cattedrale di San Lorenzo a Trapani

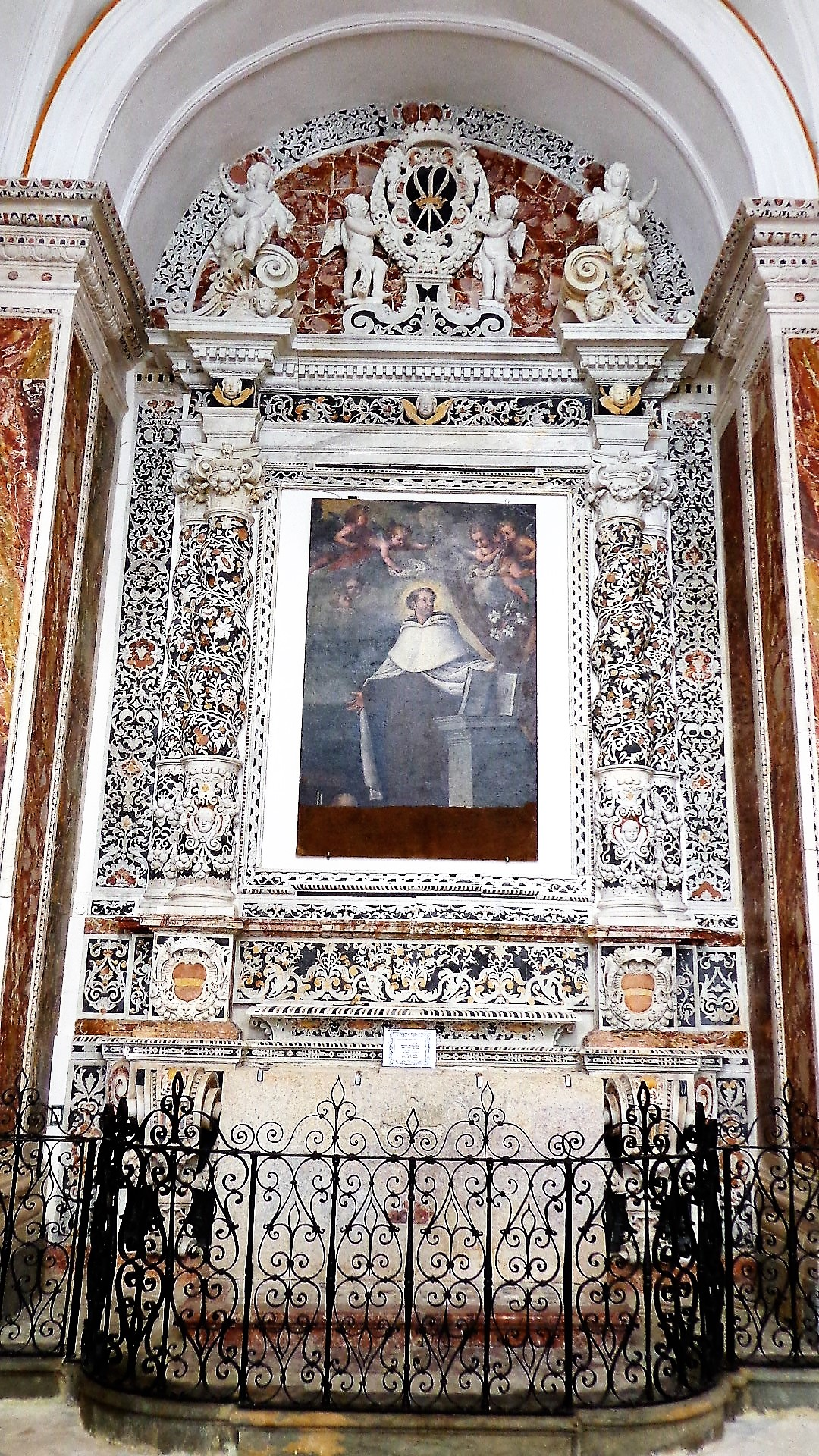
Collegio dei Gesuiti di Trapani

- 1715 - 1730, Portale del convento dell'Ordine dei frati minori conventuali della chiesa di San Francesco d'Assisi.[2][6]
- 1723, Pavimentazione della chiesa di Maria Santissima dell'Itria.[4]
- 1728, Prospetto del Palazzo del Principe di Bisignano di via Libertà.
- 1730, "Macchina della Loggia", costruzione e decorazione del frontespizio di Palazzo Cavarretta, consegnato in occasione del Ferragosto.
- 1732, Abside della chiesa dell'Immacolatella o chiesa dell'Immacolata Concezione.[2]
- 1737, Convento dell'Ordine degli agostiniani scalzi della chiesa di Sant'Agostino.
- 1739, Chiesa di Santa Maria della Nuova Luce,[2] luogo di culto non più esistente.
- 1742, Ampliamento dell'edificio del primitivo Ospedale di Sant'Antonio con la Grande Corsia.
- 1745, Ricostruzione della chiesa di Santa Elisabetta.[2][7]
- 1747, Ampliamento del Conservatorio delle fanciulle Orfane.
- 1748, Vestibolo, facciata, campanile, cupola, cappellone e cappelle laterali, cantoria della cattedrale di San Lorenzo.[2]
- 1748, Monumento in onore di Carlo III di Borbone, in precedenza era stato eretto quello di Filippo V di Spagna.[2]
- 1748, Custodia altare maggiore e rivestimento in marmi policromi nella Cappella di Sant'Ignazio della chiesa del Collegio.[2][8]
- 1748, Trasformazione della chiesa di San Michele e costruzione del secondo oratorio. Costruzioni distrutte dal bombardamenti della seconda guerra mondiale.
- 1749, Ampliamento della protobasilica di San Nicola.[2][9]
- XVIII secolo, Ampliamento della chiesa arcipretale insigne collegiata di San Pietro.[2][9]
- XVIII secolo, Scala della Compagnia di San Giacomo detta de' Bianchi.[2]
- XVIII secolo, Chiesa di San Rocco dei religiosi Scalzi del Terz'Ordine di San Francesco.[2]
- XVIII secolo, Chiesa della Madonna della Lettera dei Chierici regolari Ministri degli Infermi.[2]
- XVIII secolo, Chiesa di San Francesco di Paola.[2]
- XVIII secolo, Ornati della porta dell'Ospedale di San Sebastiano.[2]

### Pubblicazioni
- XVIII secolo, Catechismo storico del Concilio di Trento, opera i 3 volumi.
- L'architetto pratico, pubblicato a Palermo in due volumi nel 1726 e nel 1750 in cui ripropone le norme del classicismo. Alcuni dei suoi progetti vi sono presentati:
  - 1726, L'Architetto Pratico , I° volume.
  - 1750, L'Architetto Pratico , II° volume.